# Governatorato di Orenburg
Il governatorato di Orenburg (in russo Оренбургская губерния?) è stato una gubernija dell'Impero russo. Il capoluogo era Orenburg e fu istituita nel 1744. Nel 1865 parte del territorio ando' a costituire la Gubernija di Ufa.